# 賢能內閣

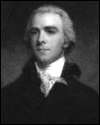
威廉·溫德姆·格倫維爾，第一代格倫維爾男爵，1806年至1807年出任英國首相。

賢能內閣（Ministry of All the Talents）是指威廉·溫德姆·格倫維爾，第一代格倫維爾男爵在小皮特身故後，於1806年2月11日獲委任為英國首相後所組成的內閣。由於當時正值拿破崙戰爭，格倫維爾勳爵為組織一個強而有力的政府，而邀請了幾乎所有黨派的領導人物入閣，當中只有以喬治·坎寧為首的小皮特支持者拒絕邀請。在眾多閣臣之中，以查爾斯·詹姆士·福克斯獲邀入閣最受外界關注，這是因為福克斯曾經與英王喬治三世不少過節之故。不過，由於當時國難當前，喬治三世也不計前嫌，除不反對福克斯入閣外，還鼓勵不少人士加入或支持政府。
然而，賢能內閣並非一個成功的政府。這個內閣除了未能成功和法國立下和約外，到翌年3月更因為在天主教解放一事出現分歧而以垮台告終。但值得慶幸的是，賢能內閣在垮台前成功在1807年廢除奴隸貿易。內閣垮台以後，由威廉·亨利·卡文迪許-本廷克，第三代波特蘭公爵組成了新政府。

## 賢能內閣 （1806年2月—1807年3月）
- 格倫維爾勳爵 — 第一財政大臣和上議院領袖
- 查爾斯·詹姆士·福克斯 — 外務大臣和下議院領袖
- 厄爾斯金勳爵 — 大法官
- 菲茨威廉勳爵 — 樞密院議長
- 西德默斯勳爵 — 掌璽大臣
- 史賓塞勳爵 — 內務大臣
- 威廉·溫德姆 — 陸軍及殖民地大臣
- 霍威克勳爵 — 第一海軍大臣
- 亨利·佩蒂勳爵 — 財政大臣
- 莫伊拉勳爵 — 軍械總局局長
- 埃倫巴勒勳爵 — 皇座法庭首席法官

### 變動
- 1806年9月：查爾斯·詹姆士·福克斯於任內去世，霍威克勳爵遂接任外務大臣兼下議院領袖之職。而托馬斯·格倫維爾則接替霍威克勳爵為第一海軍大臣。此外，菲茨威廉勳爵調為不管部大臣，樞密院議長一職由西德默斯勳爵接替，而霍蘭勳爵則接替西德默斯勳爵為掌璽大臣。